# Monceau-lès-Leups
Monceau-lès-Leups ist eine französische Gemeinde mit 434 Einwohnern (Stand: 1. Januar 2022) im Département Aisne in der Region Hauts-de-France; sie gehört zum Arrondissement Laon, zum Gemeindeverband Chauny-Tergnier-La Fère und zum Kanton Tergnier. Die Einwohner werden Lupimoncelliens und Lupimoncelliennes genannt.

## Geografie
Die Gemeinde Monceau-lès-Leups liegt etwa 26 Kilometer südsüdöstlich von Saint-Quentin und 22 Kilometer nordwestlich von Laon. Nachbargemeinden von Monceau-lès-Leups sind Nouvion-et-Catillon im Norden, Remies im Nordosten, Couvron-et-Aumencourt im Osten und Süden, Versigny im Westen sowie Courbes im Nordwesten. Am nordöstlichen Rand der Gemeinde verläuft die Autoroute A26.

## Bevölkerungsentwicklung
| Jahr                       | 1962 | 1968 | 1975 | 1982 | 1990 | 1999 | 2010 | 2022 |
| Einwohner                  | 530  | 444  | 412  | 389  | 367  | 426  | 473  | 434  |
| Quellen: Cassini und INSEE |      |      |      |      |      |      |      |      |

## Sehenswürdigkeiten

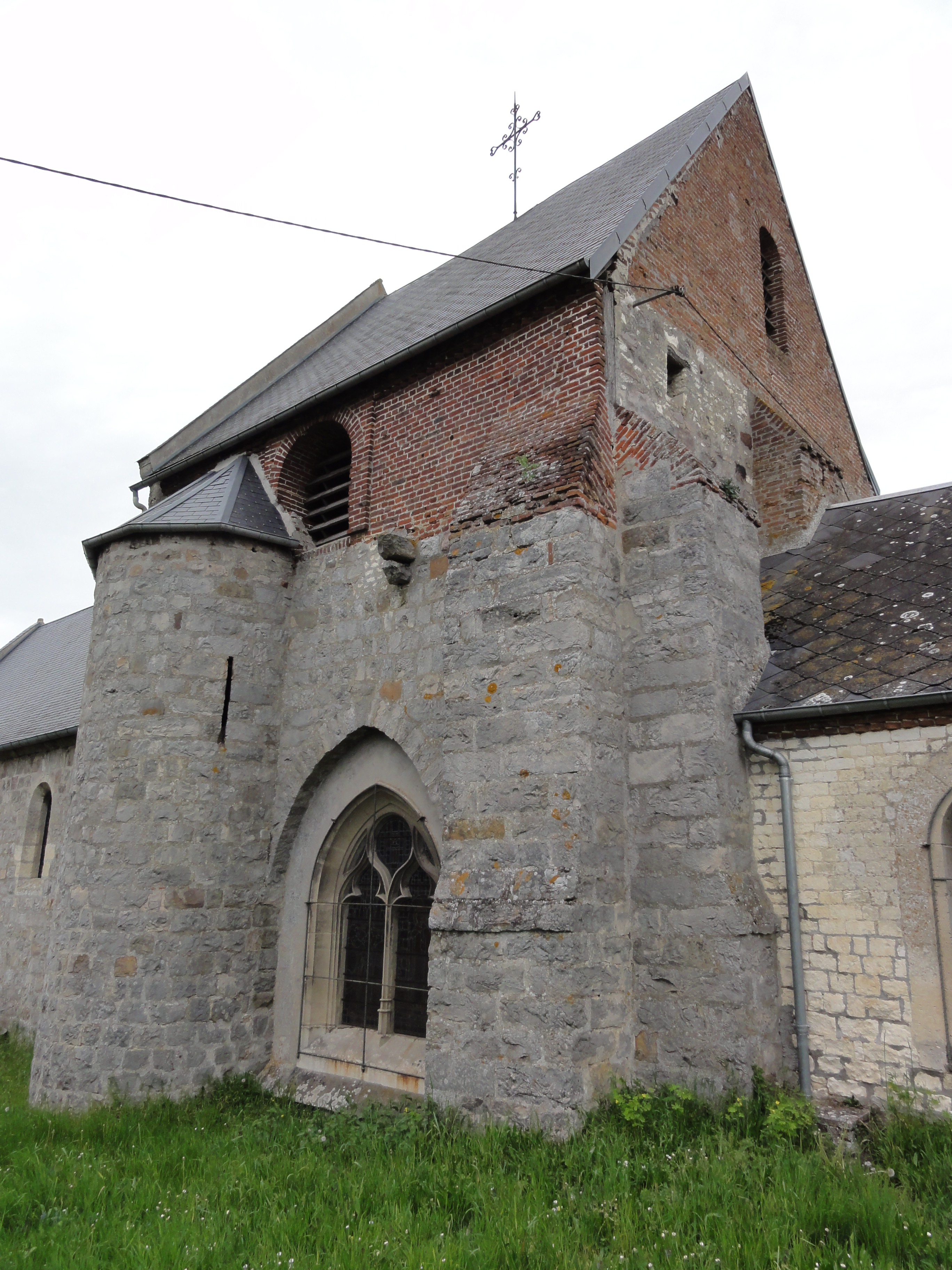
Wehrkirche Saint-Martin
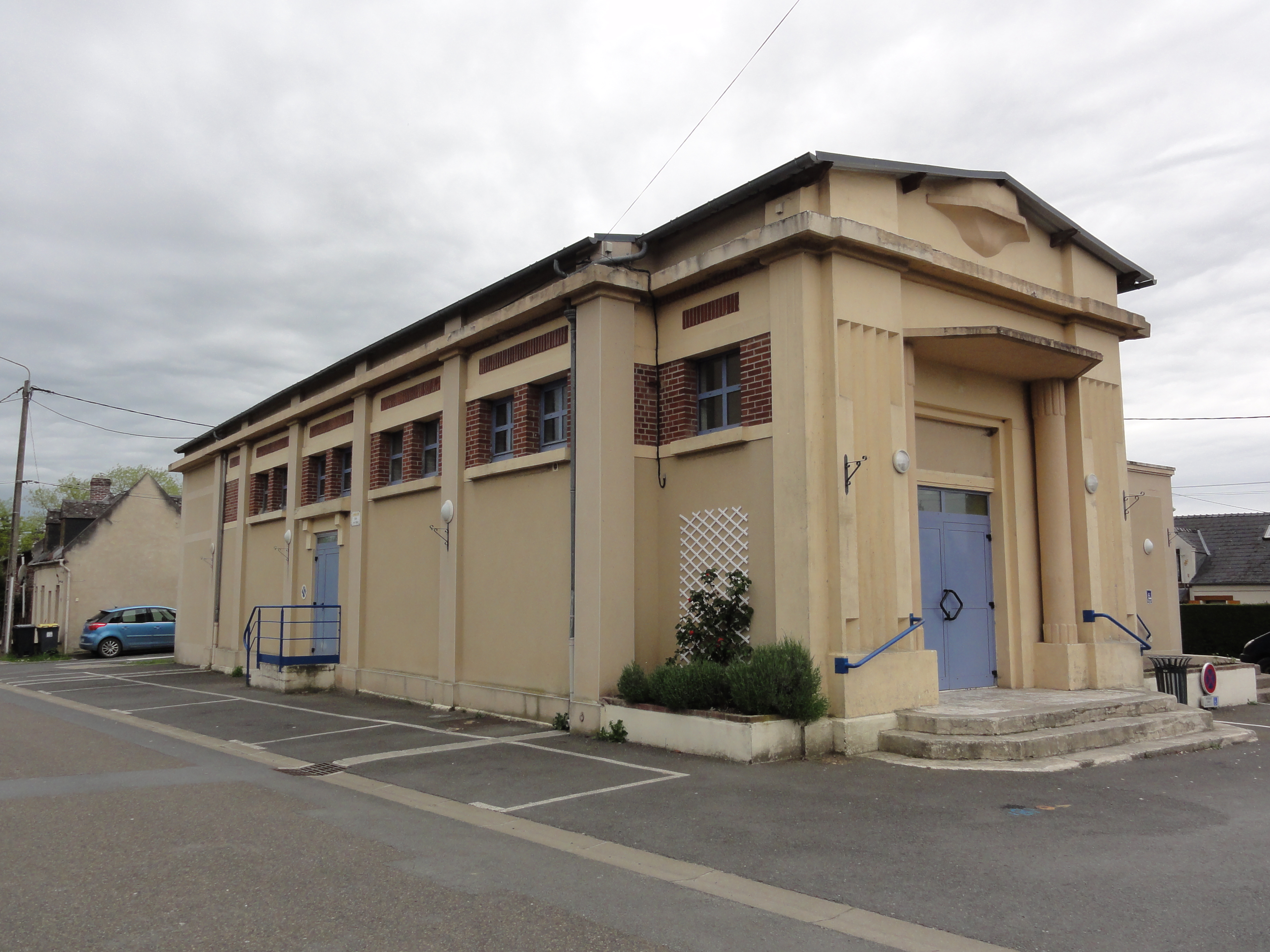
Gemeindefesthalle
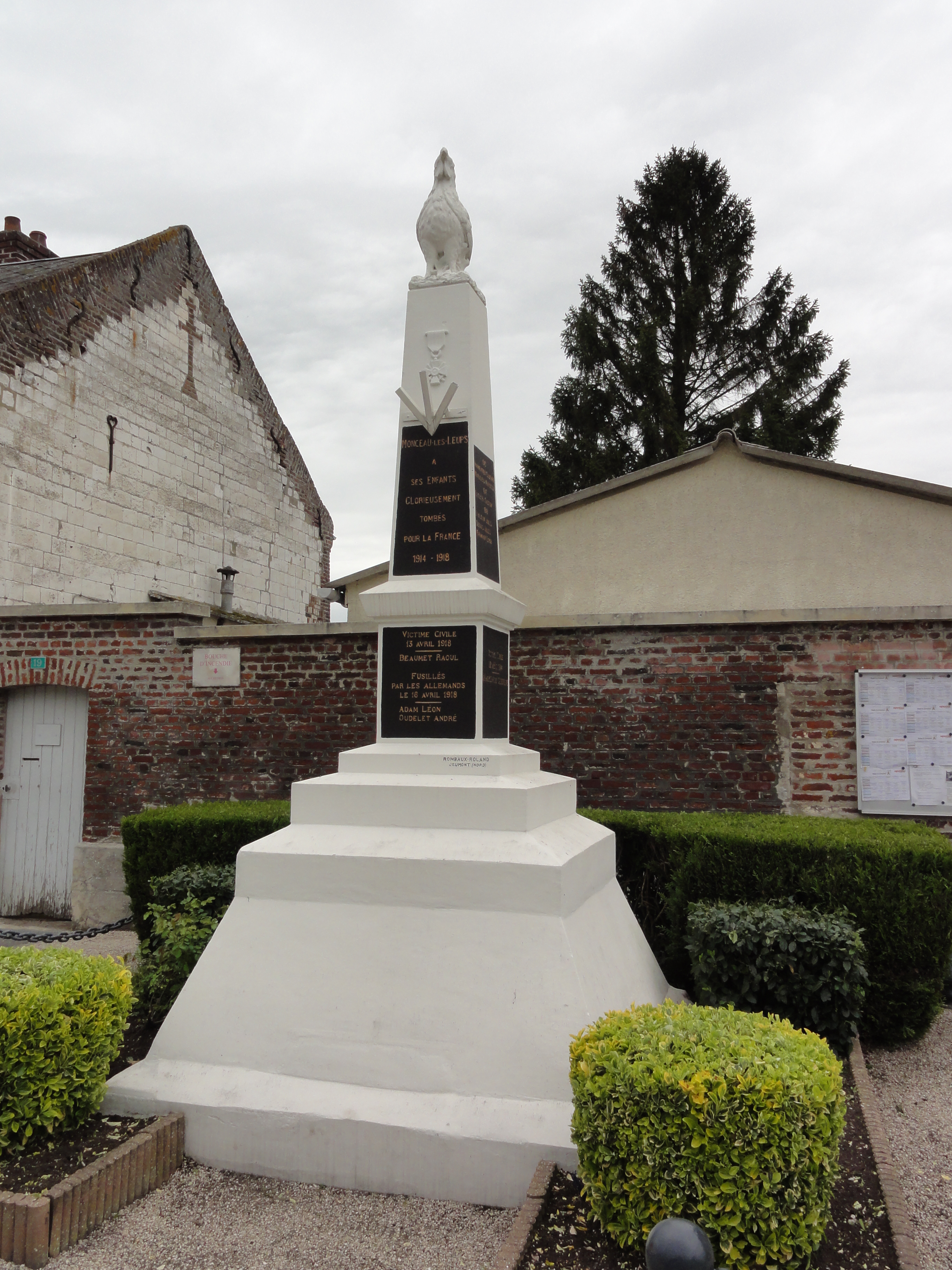
Gefallenendenkmal

- Wehrkirche Saint-Martin
- Gemeindefesthalle
- Gefallenendenkmal